# Metapelet
Als Metapelet (hebräisch מְטַפֶּלֶת məṭappelet, auch transkribiert als metappeleth, Mehrzahl: מְטַפְּלוֹת məṭap[pə]lōt) wird eine Erzieherin im israelischen Kibbuz bezeichnet. 

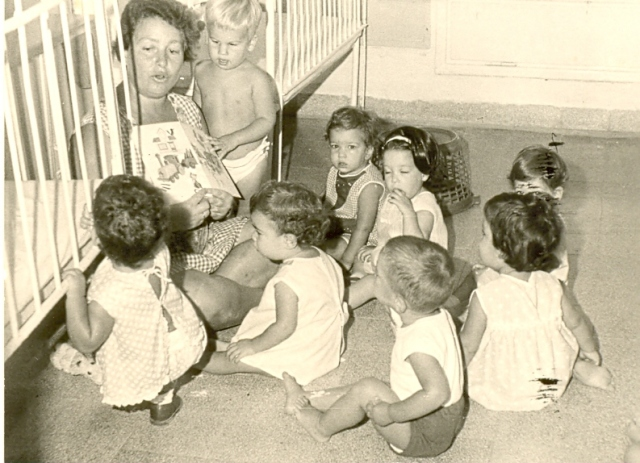
Eine Metapelet bringt Kinder zu Bett, 1960er Jahre in Afiqim

## Aufgaben der Metapelet
Metaplot sollen für die Kinder im Kibbuz keinen Mutterersatz, sondern als neutrale Personen eine Ergänzung zu den Eltern darstellen. Eine starke, emotional geprägte Bindung zu den Kindern ist zwar unerwünscht, durch den intensiven Kontakt allerdings schwer zu vermeiden. Sie übernehmen disziplinierende Erziehungsfunktionen und sind somit diejenigen, die laut Freuds Psychoanalyse konflikthaft und belastend auf die Eltern-Kind-Beziehung wirken könnten. So sind sie zum Beispiel für die Erziehung zu Sauberkeit und gutem Essverhalten und für das Lehren von Verhaltensregeln und sozial-ethischen Werten des Kibbuz verantwortlich. Damit gelten sie als Repräsentant für die Kibbuzkultur und werden von der Generalversammlung des Kibbuz gewählt.

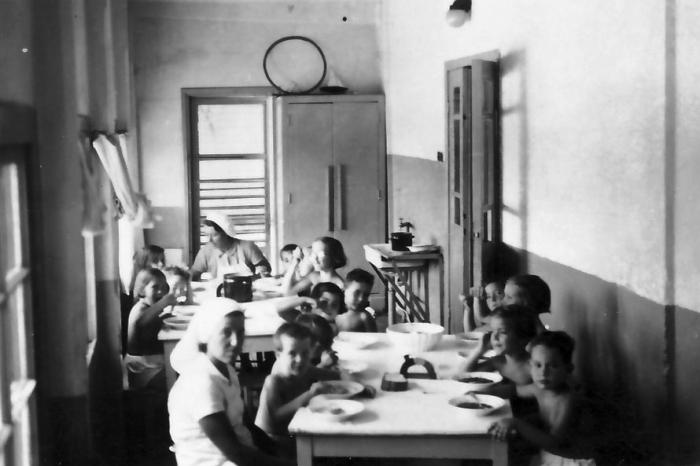
Kinder und Metaplot beim Essen, 1930er Jahre in Gan Schmu'el (1913 gegründet)

In den Anfangszeiten der Kibbuzim, als die Kinder noch getrennt von ihren Eltern in Kinderhäusern schliefen, hatte die Metapelet auch die Aufgabe, die Kinder ins Bett zu bringen. Durch die Abschaffung dieses Übernachtungssystems wurde die Metapelet fast überflüssig.
Ein großes Problem stellte immer schon der häufige Wechsel der Metaplot dar, was die Entwicklung der Kinder in Bezug auf den Aufbau fester sozialer Bindungen wahrscheinlich beeinträchtigte.